# حمض الميساكونيك
حمض الميساكونيك هو مركب كيميائي صيغته C5H6O4، ويحوي المركب بالإضافة إلى مجموعتي الكربوكسيل على رابطة مضاعفة، ولذلك فهو يصنف ضمن الأحماض ثنائية الكربوكسيل الألكينية.

## التحضير
يمكن تحضير المركب انطلاقاً من التفكك الحراري لحمض الليمون (حمض الستريك)، كما هو الحال مع المصاوغ الهندسي للمركب حمض السيتراكونيك.

## الخواص
يوجد المركب في الشروط القياسية على شكل صلب أبيض اللون، له انحلالية جيدة في الماء.

## اقرأ أيضاً
- حمض السيتراكونيك